# Lijst van beschermd erfgoed in de gemeente Vianden
In deze lijst van beschermd erfgoed in de gemeente Vianden zijn alle geclassificeerde nationale monumenten van de Luxemburgse gemeente Vianden opgenomen.

## Monumenten per plaats

### Vianden
| Object                                                                    | Bouwjaar/architect | Locatie           | Datum beschermd?      | Coördinaten                  | Afbeelding |
| ------------------------------------------------------------------------- | ------------------ | ----------------- | --------------------- | ---------------------------- | ---------- |
| Parochiekerk Trinitaires van Vianden                                      |                    |                   | 24 maart 1938 (MN)    |                              |            |
| Orgel gebouwd in 1693 en geïnstalleerd in de kerk Trinitaires van Vianden |                    |                   | 11 december 2002 (MN) |                              |            |
| Kapel St-Nicolas                                                          |                    |                   | 24 maart 1938 (MN)    |                              |            |
| Nieuwe kerk (Neikiirch)                                                   |                    |                   | 24 maart 1938 (MN)    |                              |            |
| Standbeeld Johannes Nepomucenus                                           |                    |                   | 24 maart 1938 (MN)    |                              |            |
| Huis Victor-Hugo                                                          |                    |                   | 24 maart 1938 (MN)    |                              |            |
| Wachttoren, de zogenaamde "Hockelstour"                                   |                    |                   | 24 maart 1938 (MN)    |                              |            |
| Resten van de vestingmuur                                                 |                    |                   | 24 maart 1938 (MN)    |                              |            |
| De directe omgeving rondom kasteel Vianden                                |                    |                   | 6 juli 1938 (MN)      |                              |            |
| Kasteel Vianden                                                           |                    | Montée du Château | 23 november 1977 (MN) | 49° 56' 6" NB, 6° 12' 10" OL |            |
| Hotel Colette Gebouw en tuin                                              |                    | Grand-Rue 68-70   | 12 april 1968 (IS)    |                              |            |
| Kapel van Sodalité                                                        |                    |                   | 20 november 1937 (IS) |                              |            |

## Bron
- Liste des immeubles et objets classés monuments nationaux ou inscrits à l'inventaire supplémentaire